# Guillaume II d'Athènes
Guillaume II d'Athènes (Catane, 1312 – Valence, 22 août 1338), infant de Sicile, est le fils de Frédéric II de Sicile et d'Éléonore d'Anjou et ses grands-parents maternels sont Charles II de Naples et Marie de Hongrie.

## Biographie

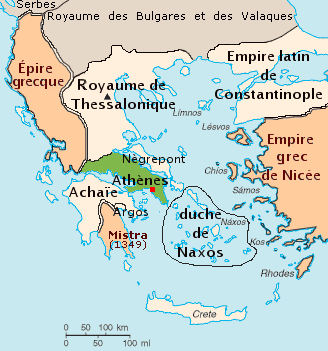
Le duché d'Athènes, en vert.

Guillaume est le troisième des trois fils encore en vie de Frédéric II de Sicile et d'Éléonore d'Anjou, les deux autres étaient Pierre, le premier-né, et Jean, le second, indiquant également qu'il est mort sans avoir été titré .
En 1317, après le décès de son frère, Manfred, il lui succède à l'âge de cinq ans comme duc d'Athènes. Comme son frère, du fait de son jeune âge, il ne se rend pas dans son duché, dont il laisse l'administration, comme vicaire ou régent, à son demi-frère bâtard, Alphonse Frédéric d'Aragon. Ce dernier, en 1319, avait conquis une partie de la Thessalie comprenant la ville de Néopatras, devenue la capitale du duché de Néopatrie.
Vers 1320, son père lui offre le comté de Malte et Gozo. Quelques années plus tard, en 1330, Guillaume le cèdera à son demi-frère Alphonse Frédéric, en remplacement duquel, Guillaume nomme comme nouveaux gouverneurs des deux duchés Niccolo' Lancia puis Odo de Novelles, des seigneurs latins de Grèce.
Un document daté du 5 avril 1331 confirme que Guillaume  et son demi-frère bâtard   ont été les architectes d'un accord de paix dans l'île d'Eubée.
Guillaume meurt à Valence le 22 août 1338 et est inhumé dans le dôme de Palerme. Après sa mort le duché passe à son frère, Jean d'Aragon.

## Mariage
Le duc Guillaume épouse en 1335 Maria Alvarez de Jérica (1310 - avant 1364), fille de Jacques II de Jérica et de Béatrice de Lauria (fille de Roger de Lauria) dame de Cocentaina. Restée veuve, Maria se remarie à Raimond Bérenger d'Aragon (1308-1364) comte d'Ampurias.

## Source
- (it) Cet article est partiellement ou en totalité issu de l’article de Wikipédia en italien intitulé « Guglielmo d'Aragona » (voir la liste des auteurs), édition du 26 juin 2013.